# Psydrax lynesii
Psydrax lynesii là một loài thực vật có hoa trong họ Thiến thảo. Loài này được Bullock ex Bridson miêu tả khoa học đầu tiên năm 1985.